# Els ocells no són reals
Els ocells no són reals (en anglès Birds Aren't Real) és una teoria de la conspiració satírica que planteja que els ocells són en realitat drons operats pel govern dels Estats Units per espiar els ciutadans nord-americans. L'any 2018, la periodista Rachel Roberts va descriure Birds Aren't Real com "una broma amb la qual participen milers de persones".

## Rerefons
Peter McIndoe va crear la teoria de la conspiració satírica "per caprici" el gener de 2017. Després de veure contra-manifestants pro-Trump a la Marxa de Dones de 2017 a Memphis, Tennessee, McIndoe va escriure "Birds Aren't Real" en un cartell i va improvisar una teoria de la conspiració entre els contra manifestants com una "broma espontània". Un vídeo de McIndoe a la marxa es va fer viral, que va iniciar el moviment satíric. El 2017 va publicar a Facebook: "Fa uns mesos vaig fer un moviment satíric i sembla que a la gent d'⁣Instagram li agrada molt". Més tard va negar la publicació, dient que va ser escrita per un empleat que va ser acomiadat, i no va admetre fins al 2021 que no creia realment la conspiració.
El moviment afirma que tots els ocells dels Estats Units van ser exterminats pel govern federal entre 1959 i 1971 i substituïts per drons semblants utilitzats pel govern per espiar els ciutadans; els detalls d'aquestes teories no sempre són coherents, no a diferència de les teories de la conspiració reals. Afirmen que els ocells s'asseuen a les línies elèctriques per recarregar-se, que els ocells fan caca als cotxes com a mètode de seguiment, i que el president dels Estats Units, John F. Kennedy, va ser assassinat pel govern a causa de la seva reticència a matar tots els ocells.
Per donar més veracitat a la teoria de la conspiració, es feu un spot de televisió vintage, suposadament enregistrat el 1987, per tal de simular que es tracta d'un moviment amb tradició en el temps.
L'any 2024, el moviment arriba a Barcelona, amb la celebració de la primera manifestació antiocellista de l'estat.

## Partidaris
Alguns seguidors s'han manifestat amb rètols que diuen "Els ocells no són reals" i eslògans relacionats. El 2019, es va erigir una cartellera que deia "Els ocells no són reals" a Memphis, Tennessee. El 2021, alguns simpatitzants es van manifestar davant la seu de Twitter de San Francisco exigint que l'empresa canviés el seu logotip d'ocells. El 2021, MSNBC va dir que el moviment tenia centenars de milers de membres.

## Aparicions als mitjans

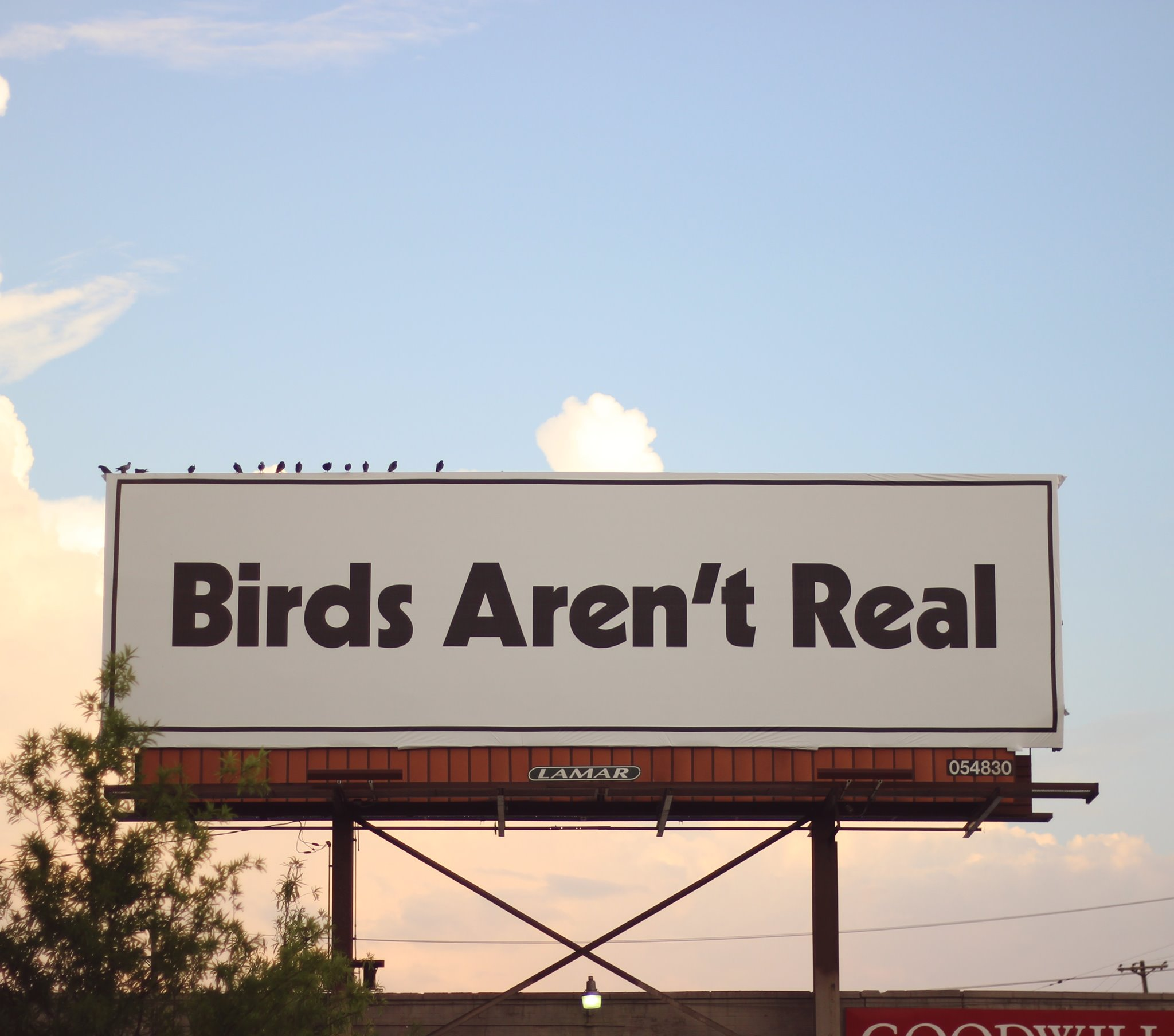
Cartellera a Memphis, Tennessee, 2019.

McIndoe ha fet diverses aparicions als mitjans i ha fet diverses entrevistes promocionant el moviment Birds Aren't Real. El 2021, va declarar que treballa a temps complet com a portaveu del moviment, guanyant diners amb les vendes de mercaderies.
En una entrevista del 2019 a WREG-TV, McIndoe va utilitzar els dos sidesismes per promoure Birds Aren't Real, dient que estava ofès per una pregunta sobre si el moviment era satíric, ja que aquesta pregunta no es faria a l'opinió contrària (que els ocells són reals). El 6 de gener de 2022, McIndoe va vomitar durant una entrevista de televisió en directe amb el WGN9 de Chicago. Adweek la va anomenar una "broma aparent" i McIndoe la va titllar de "feina d'èxit".
El gener de 2022, McIndoe va aparèixer en un perfil del moviment per Vice, donant la seva primera entrevista als mitjans mentre no era el personatge. El maig de 2022, va ser entrevistat per 60 Minutes. Va començar l'entrevista amb el personatge, però més tard va trencar el personatge i va descriure el propòsit de la creació de moviment satíric: "Això és prendre aquest concepte de desinformació i gairebé construir un petit espai segur per reunir-s'hi i riure'n, en lloc de creure i no espantar-se per això. I acceptar la bogeria de tot i ser un ocell veritable per un moment en el temps en què tot és tan boig."